# Несторы
Несторы (лат. Nestor) — род семейства Strigopidae отряда попугаеобразных. Современный ареал — Новая Зеландия.

## Описание
Крупные птицы с большим клювом. Хвост короткий квадратный. Нижняя челюсть с продольными зазубринами. Перья на восковице частично волосовидные. Кончик языка с волосовидной бахромой. Половые различия слабо выражены. В кладке по 4 яйца.

## Классификация
Является единственным родом подсемейства Nestorinae. В некоторых источниках несторов выделяют в отдельное семейство Nestoridae.
| Nestor                                                    | Nestor      | Nestor | Nestor |
| Название                                                  | Изображение | Описание | Ареал |
| --------------------------------------------------------- | ----------- | --- | --- |
| Кеа (Nestor notabilis)                                    |             | 48 см длиной. В окрасе преобладают оливково-зелёные тона. Перья с тёмными концами. Клюв и ноги тёмно-коричневого цвета. Клюв самца длиннее клюва самки. | Новая Зеландия: Южный остров Высокогорные леса 850—1400 м над уровнем моря.                                             |
| Нестор-кака, (подвид Nestor meridionalis meridionalis)    |             | Отличается от подвида septentrionalis меньшим размером, более яркими цветами и почти белой «короной».                                                   | Новая Зеландия: Южный остров Девственные леса нотофагуса и подокарпа, летом 450—850, зимой 0—550 м над уровнем моря.    |
| Нестор-кака, (подвид Nestor meridionalis septentrionalis) |             | Около 45 см длиной. В окраске преобладают оливково-коричневыми тонами, перья с тёмными краями. Щёки золотисто-коричневые. «Корона» сероватая.           | Новая Зеландия: Северный остров Девственные леса нотофагуса и подокарпа, летом 450—850, зимой 0—550 м над уровнем моря. |
| Тонкоклювый нестор (Nestor productus)                     |             | Около 38 см длиной. В окраске преобладали оливково-коричневые тона. Щёки и горло красновато-оранжевые, грудь соломенного цвета.                         | Являлся эндемиком австралийских островов Норфолк и Филлип. Вымер примерно к 1851 году.                                  |
| Чатемский кака (Nestor chathamensis)                      |             | Известен только по ископаемым остаткам. | Был эндемиком новозеландского острова Чатем. Вымер к 1550—1700                                                          |